# Circonscription de Werriwa

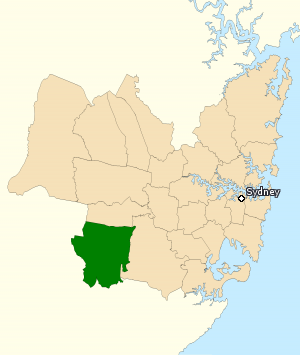
La circonscription de Werriwa (en vert) dans la banlieue sud de Sydney en Nouvelle-Galles du Sud.

La circonscription de Werriwa est une circonscription électorale australienne en Nouvelle-Galles du Sud. Elle porte le nom aborigène du lac George, un lac qui était dans la circonscription quand elle fut créée.
Elle a été créée en 1901 et fait partie des 75 premières circonscriptions électorales d'Australie. Lors du premier découpage électoral de l'Australie en 1901, la circonscription de Werriwa s'étendait entre le sud-ouest de Sydney et l'actuel nord du Territoire de la capitale australienne qui n'existait pas encore. Werriwa embrassait les deux flancs des Montagnes bleues et le lac George.
Pour tenir compte des changements démographiques, l'Australie modifie perpétuellement sa carte électorale ce qui réduit l'étendue de la circonscription et, à partir de 1913, le lac George ne fit plus partie du territoire de la circonscription. La circonscription qui a gardé son nom historique est désormais limitée à une portion de 168 km² de la banlieue sud-ouest de Sydney comprenant en particulier Campbelltown.
Werriwa est un fief du Parti travailliste australien (Australian Labor Party) depuis presque un siècle, parmi ses représentants on trouve l'ancien premier ministre Gough Whitlam et son héritier politique l'ancien président de l’ALP et chef de l'opposition Mark Latham. 
Après l'annonce le 18 janvier 2005 par Latham de sa démission de tout mandat politique, une nouvelle élection dans la circonscription a lieu en mars 2005. Le candidat du parti travailliste, Chris Hayes est facilement élu avec plus de 55 % des voix, aucun des 15 autres candidats ne recevant plus de 9 % des voix.

## Députés
| Nom              | Parti                       | Période de mandat |
| ---------------- | --------------------------- | ----------------- |
| Alfred Conroy    | Free Trade, Anti-Socialiste | 1901-1906         |
| David Hall       | Travailliste                | 1906-1912         |
| Benjamin Bennett | Travailliste                | 1912-1913         |
| Alfred Conroy    | Commonwealth                | 1913-1914         |
| John Lynch       | Travailliste                | 1914-1916         |
| John Lynch       | Nationaliste                | 1916-1919         |
| Hubert Lazzarini | Travailliste                | 1919-1931         |
| Hubert Lazzarini | Travailliste (NSW)          | 1931-1931         |
| Walter McNicoll  | Country                     | 1931-1934         |
| Hubert Lazzarini | Travailliste (NSW)          | 1934-1936         |
| Hubert Lazzarini | Travailliste                | 1936-1952         |
| Gough Whitlam    | Travailliste                | 1952-1978         |
| John Kerin       | Travailliste                | 1978-1994         |
| Mark Latham      | Travailliste                | 1994-2005         |
| Chris Hayes      | Travailliste                | 2005-2010         |
| Laurie Ferguson  | Travailliste                | 2010-en cours     |